# Oceánské dno
Oceánské dno je plocha nacházející se na dně oceánu. Struktura oceánského dna je závislá zejména na struktuře oceánských desek. Většina oceánského dna je díky své velké hloubce součástí abyssální plošiny, nicméně dále je členěno také na morfologicky členité hlubokomořské příkopy a oceánské hřbety. Oceánské dno tvoří celkem dvě třetiny zemské kůry.
Podle hloubky, ve které se oceánské dno nachází, jej můžeme dělit na:
- Pevninský šelf – jde o pokračování pevniny s mírným úklonem, která se však již nachází pod hladinou moře (přibližně do hloubky 200 kilometrů)
- Pevninský svah
- Pevninské úpatí – může se nacházet v hloubce 1,5 až 6 kilometrů pod hladinou moře
- Hlubokomořské dno – leží na něm mladé sedimenty, které vyrovnávají jeho nerovnosti, z hlediska geomorfologie jde o nejzajímavější část oceánského dna a oceánu vůbec

Na dně oceánu se nachází celá řada velmi vysokých pohoří, ale také příkopů (např. Marianský příkop) a dalších geomorfologických útvarů. Například sopka Mauna Kea je i s podvodní částí vysoká 10 205 metrů a je tak vyšší než nejvyšší hora světa Mount Everest. Podle studií z počátku 20. let 21. století se tou dobou na oceánském dně nacházelo několik milionů tun odpadu.
Na oceánském dně se nachází celá řada dosud neznámých přírodních útvarů, které lidstvo postupně objevuje. Pro komerční účely je výhodný průzkum oceánského dna s cílem najít pod ním suroviny k těžbě, např. ropu nebo zemní plyn. Například ropa je na oceánském dně těžena na ropných plošinách.